# Peninsula Baja California

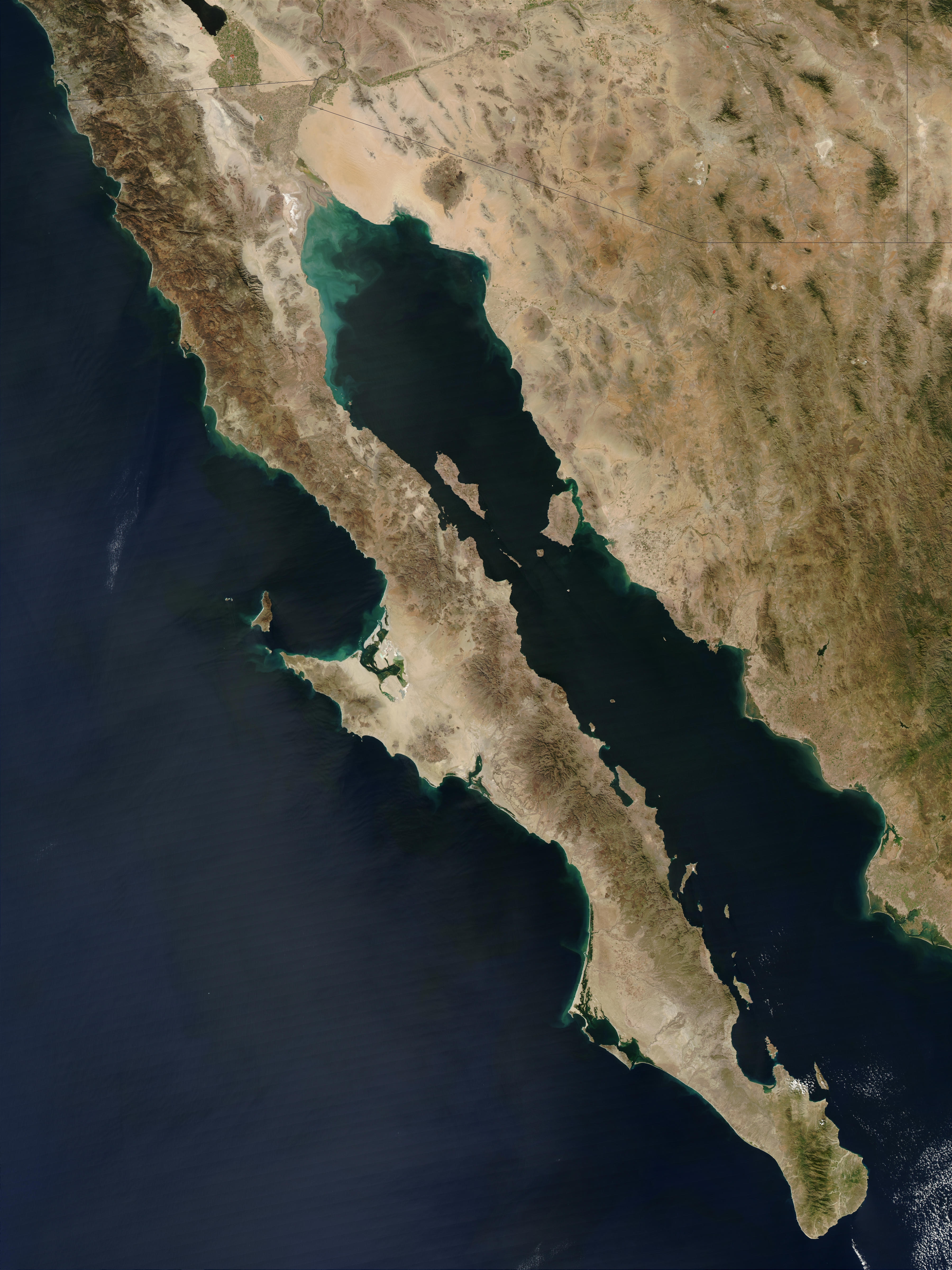
Peninsula Baja California

Peninsula Baja California este o peninsulă în Mexic formată din doua state Baja California (numită informal și Baja California Norte) cu capitala la Mexicali și Baja California Sur cu capitala în orașul La Paz.

## Istorie
În anul 1535, Hernán Cortés poposește în orașul La Paz. Aici și la Loreto, situat mai în nord, întemeiază primele așezări de albi din regiune.

## Geografie
Peninsula, o fâșie prelungă de uscat, poate fi divizată în trei zone geografice. Nordul, unde se află Munții San Pedro Martir, este dominat de păduri dese, la poalele cărora se cultivă viță de vie, măslini și grâu.